# Az algebra általánossága
A matematika történetében az algebra általánosságának az elve mint kifejezés Cauchytól származik, aki azt az érvelési módszert értette ez alatt, amit a 18. századi matematikusok, mint például Leonhard Euler és Joseph Louis Lagrange előszeretettel alkalmaztak végtelen sorok használatakor. Koetsier szerint az elv körülbelül azt jelenti, hogy algebrai azonosságok és szabályok, amelyek igazak bizonyos esetekben, kiterjeszthetőek, alkalmazhatóak általános kifejezésekre, még akkor is, hogyha az érvényességük nem egyértelmű vagy éppen megkérdőjelezhető. Ennek egyenes következményeként sok 18. századi matematikus úgy gondolta, hogy értelmes és érvényes eredményeket kaphatnak akkor is, ha az algebra hagyományos véges összegekre vonatkozó szabályait végtelen összegek használatánál alkalmazzák. Cauchy a Cours d'Analyse című munkájában elutasítja ezt az elvet, és olyan módszereket kezd keresni, amelyek szigorú formai módon megalapozhatták a matematikai analízist.
Egy példa erre Euler levezetése a következőre:

| {\displaystyle {\frac {\pi -x}{2}}=\sin x+{\frac {1}{2}}\sin 2x+{\frac {1}{3}}\sin 3x+\cdots } | \| \| \| \| \| \| \| \| | (1) |
|                                                                                                |                         |     |
|                                                                                                |                         |     |
bármely {\displaystyle 0<x<\pi }-re. Euler először is megállapította, hogy a következő azonosság igaz:
{\displaystyle {\frac {1-r\cos x}{1-2r\cos x+r^{2}}}=1+r\cos x+r^{2}\cos 2x+r^{3}\cos 3x+\cdots }
így az {\displaystyle r=1} helyettesítéssel nyerjük, hogy:
{\displaystyle 0={\frac {1}{2}}+\cos x+\cos 2x+\cos 3x+\cdots .}
A végtelen sor a jobb oldalon divergens minden valós {\displaystyle x}-re. Ugyanakkor ezt integrálva elemenként megkaphatjuk az (1)-es azonosságot, amely valóban igaz, és modern módszerekkel bizonyítható.

## Fordítás
Ez a szócikk részben vagy egészben  a   Generality of algebra című angol Wikipédia-szócikk fordításán alapul.  Az eredeti cikk szerkesztőit annak laptörténete sorolja fel. Ez a jelzés csupán a megfogalmazás eredetét és a szerzői jogokat jelzi, nem szolgál a cikkben szereplő információk forrásmegjelöléseként.